# Novo Korito
Novo Korito (cyr. Ново Корито) – wieś w Serbii, w okręgu zajeczarskim, w gminie Knjaževac. W 2011 roku liczyła 126 mieszkańców.